# Ga-Rankuwa
Ga-Rankuwa este un oraș din Africa de Sud.